# Calanais Standing Stones

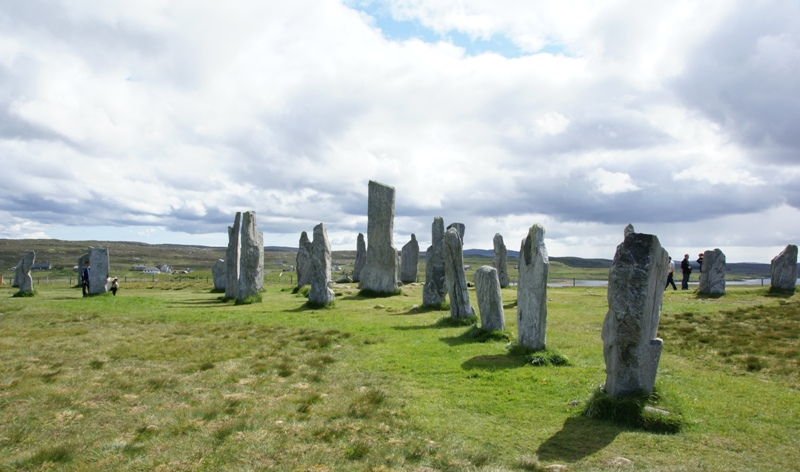
De steencirkel heeft aan vier zijden steenrijen; hier gezien vanuit het westen

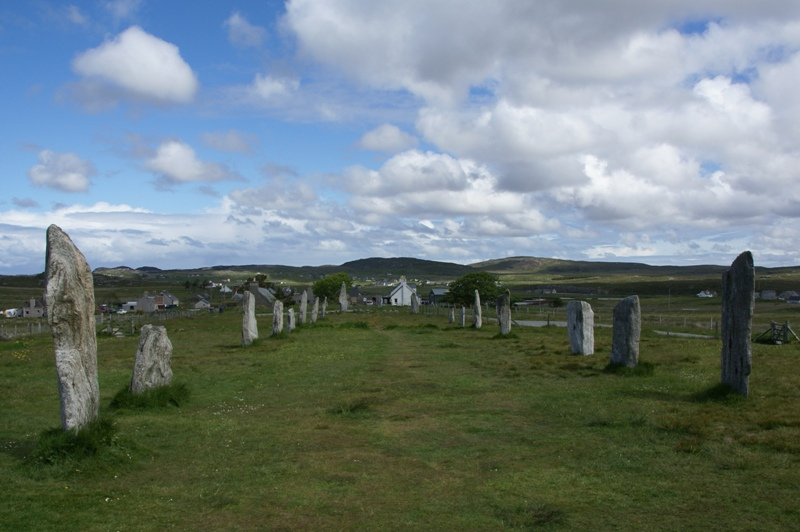
De avenue, gezien vanuit het zuiden

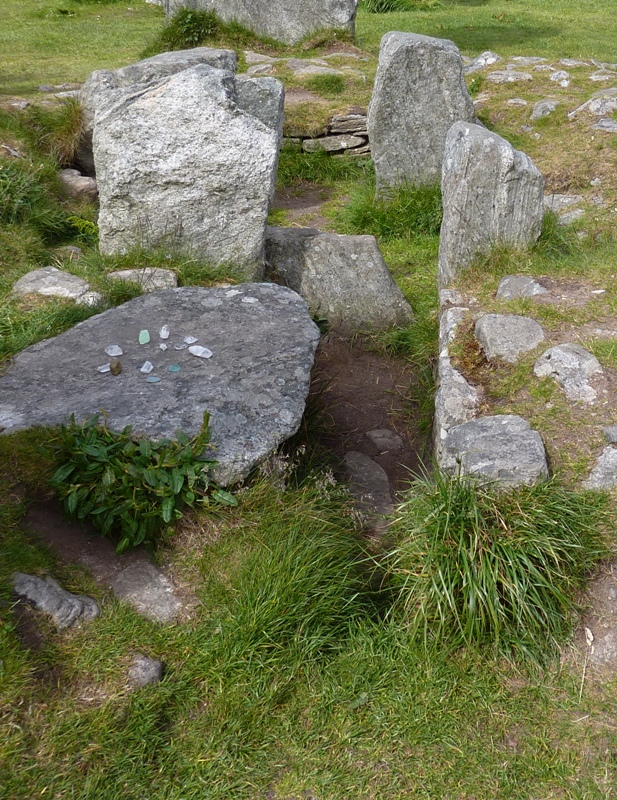
De gekamerde tombe ligt tussen de monoliet (achteraan) en de oostelijke kant van de steencirkel

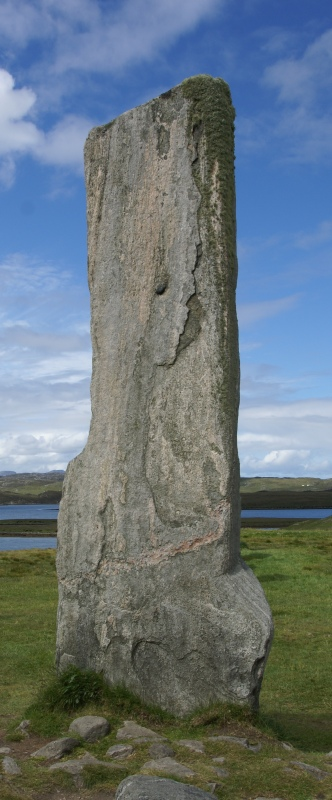
De centrale monoliet is 4,8 meter hoog

De Calanais Standing Stones (ook bekend als Callanish, Callanish I, H1/1) is een verzameling van staande stenen bij het dorp Calanais aan de westkust van het eiland Lewis, een van de Schotse Buiten-Hebriden. De structuur werd opgericht in de vroege bronstijd tussen 2900 en 2600 v.Chr. Het betreft een kruisvormig patroon met steencirkel. Deze opstelling is de grootste en meest complexe van de steencirkels in de omgeving.

## Bouw
De Calanais Standing Stones bestaan uit een steencirkel van dertien stenen met een monoliet ongeveer in het midden. Vijf rijen van staande stenen sluiten aan op deze cirkel. Twee lange rijen met stenen lopen bijna parallel aan elkaar vanaf de steencirkel naar het noordnoordoosten en vormen een soort avenue. Verder lopen er vanuit de steencirkel kortere rijen met stenen naar het westzuidwesten, het zuiden en het oostnoordoosten. De stenen zijn alle van hetzelfde gesteente, namelijk het op Lewis gedolven gneis. In het centrum bevindt zich een graf ten oosten van de centrale steen.

### Monoliet
De monoliet staat 0,8 meter ten westen van het echte centrum van de steencirkel. De steen is 4,8 meter hoog, 1,5 meter breed en 0,3 meter dik. De grote vlakken van de steen zijn vrijwel perfect op het noorden en zuiden gericht. De monoliet heeft de vorm van een scheepsroer en weegt vermoedelijk ongeveer zeven ton. Historicus Burl schat dat een groep van dertig man nodig moet zijn geweest om de steen rechtop te zetten.

### Steencirkel
De steencirkel van dertien stenen heeft een diameter van 11,4 meter. De steencirkel vormt geen pure cirkel, maar is een Type A Thom ring met een platte oostzijde (13,4 meter N-Z bij 12 meter O-W). De lange as meet ongeveer zestien Thoms Megalithische Yards. De stenen hebben een gemiddelde hoogte van drie meter. De ring beslaat een oppervlakte van 124 vierkante meter. Dit is vrij klein vergeleken met gelijksoortige cirkels, zoals het nabijgelegen Cnoc Ceann a' Ghàrraidh dat 2,5 keer zo groot is. De ellipsen op North Uist hebben zelfs een gemiddelde grootte van 1080 vierkante meter.

### Avenue
De avenue sluit aan op de steencirkel vanuit het noordnoordoosten. De avenue is 83,2 meter lang. De avenue bestond ooit uit 39 stenen, waarvan er anno 2009 nog 19 over zijn. Negen stenen staan aan de oostelijke zijde, tien aan de westelijke zijde. De grootste steen is 3,5 meter hoog en staat op het einde van de westelijke rij. De twee rijen staan niet precies parallel aan elkaar maar vormen een wig: aan de noordnoordoostelijke zijde staan de rijen 6,7 meter uiteen, terwijl de afstand tussen de rijen bij de ring 6 meter bedraagt.
De centrale lijn van de avenue heeft een azimut van 190 graden en staat daarmee gericht op de zogenaamde zuidelijke maansondergang (maanstilstand). Dit fenomeen vindt elke 18,6 jaar plaats; de maan bereikt dan het maximum van zijn declinatie.
Vanaf de cirkel gezien neemt de hoogte van de stenen af richting het midden van de avenue; van daaraf neemt de hoogte weer toe. De stenen van de oostelijke zijde hebben slechts driekwart van de hoogte van de stenen in de westelijke rij.

### Steenrijen
Naast de twee steenrijen van de avenue, zijn er nog drie steenrijen opgericht die aansluiten op de cirkel. Eentje komt uit het oostnoordoosten, eentje uit het zuiden en eentje uit het westzuidwesten. De oostnoordoostelijke rij bestaat anno 2009 uit vijf stenen en is 23,2 meter lang. Wellicht is deze rij gericht op de Pleiaden.
De zuidelijke rij bestaat uit vijf stenen en is 27,2 meter lang. De westzuidwestelijke rij bestaat uit vier stenen en is 13 meter lang. Deze rij is, de ongelijke westelijke horizon in aanmerking genomen, gericht op de zonsondergangen van de zonnewende.
Geen van de steenrijen is gericht op het centrum van de steencirkel. De oostnoordoostelijke steenrij wijst naar een punt 2 meter ten zuiden van het midden; de zuidelijke wijst 1 meter ten westen van het midden en de westzuidwestelijke wijst naar een punt 1 meter ten zuiden van het midden.

### Gekamerde tombe
In de steencirkel bevindt zich tussen de centrale monoliet en de oostelijke stenen van de cirkel een gekamerde tombe van 6,4 meter lang. Rond 1000 v.Chr. werd de tombe aangepast voor onbekende doeleinden en niet meer voor crematies gebruikt.

## Geschiedenis
De Calanais Standing Stones zijn geplaatst op een heuvel die uitkijkt over Loch Roag.
De huidige structuur is niet in een keer tot stand gekomen, maar werd verwezenlijkt in verschillende fases. Rond 3000 v.Chr. werd er landbouw bedreven op de plaats waar de stenen later zouden worden opgericht. Daartoe waren er volgens archeologen gedraineerde teeltbedden opgeworpen. Historicus Burl denkt dat de structuur begon met een enkele staande steen (de latere centrale steen), gevolgd door de steencirkel rondom deze steen en de avenue. De zuidelijke rij werd vermoedelijk tegelijk met de steenkring opgezet. De andere rijen volgden later. Het gekamerde graf, dat in het centrum van de steencirkel ligt, volgde een aantal eeuwen later. Deze fasen vonden plaats in de periode 2900-2600 v.Chr. Bij het graf werd ook materiaal gevonden dat gedateerd werd tussen 2500 en 1750 v.Chr., in deze tijd moet de gekamerde tombe zijn vernietigd.
Tussen 1000 v.Chr. en 500 v.Chr. werd de plek met de stenen bedekt door een dikke laag veen. Geschat wordt dat deze plaats rond 800 v.Chr. werd verlaten. Pas in 1857 werd een anderhalve meter dikke turflaag verwijderd.
In 1695 bezocht Martin Martin de Calanais Standing Stones. Hij beschreef naderhand dat de steencirkel in heidense tijden werd gebruikt en dat de hoofdpriester naast de grote steen in het centrum van de steencirkel stond om zijn volk toe te spreken. In 1743 beschreef William Stukely de steencirkel als een druïdecirkel en de avenue als een slang. In 1819 publiceerde geoloog John MacCulloch de eerste realistische beschrijving. In 1846 maakte de Deense historicus J.J.A. Worsaae een schets en plattegrond van de Calanais Standing Stones.

## Folklore
De Calanais Standing Stones zouden volgens overlevering versteende reuzen zijn, die zich niet wilden bekeren tot het christendom. Een ander verhaal uit de zeventiende eeuw heeft het over de foute mannen, in Schots-Gaelisch fir bhreige, die in steen veranderden. De Vikingen vermeden deze plaats omdat ze de stenen zagen als trollen. Ook worden de Standing Stones verbonden met een vruchtbaarheidscultus.

## Vondsten
Opgravingen in de steencirkel in 1980 en 1981 resulteerden in vondsten van aardewerk typisch voor de Hebriden, AOC en N4-bekers en scherven van grooved ware. De vondsten werden gedateerd als afkomstig uit de vroege Bronstijd, 2200 v.Chr.
In de gekamerde tombe werden gecremeerde botresten gevonden, evenals enige potscherven, waarmee de tombe kon worden gedateerd op circa 1700 v.Chr.

## Satellieten
In de buurt van Calanais zijn verscheidene steencirkels en andere overblijfselen uit het neolithicum en bronstijd gevonden. Professor Alexander Thom kende aan al deze monumenten een nummer toe, waarbij de Calanais Standing Stones Callanish I werd genoemd.
Callanish II en III liggen zo'n 1,2 kilometer verwijderd van Callanish I.
- Cnoc Ceann a' Ghàrraidh (of Callanish II) is een ovale steenkring waar anno 2009 nog vijf stenen van overeind staan.
- Cnoc Fillibher Bheag (Callanish III) bestaat uit een dubbele ring waar anno 2009 nog acht stenen van overeind staan in de buitenste ring en vier in de binnenste ring.
- Ceann Thulabhaig (Callanish IV) is een ovale steenkring bestaande uit vijf staande stenen. In de cirkel bevinden zich de resten van een lage tombe (cairn).[16]
- Airigh nam Bidearan (Callanish V) heeft een rij van drie staande stenen.
- Cùl a' Chleit (Callanish VI) is een verlaten nederzetting. Twee staande stenen zouden er deel van kunnen uitmaken of deel zijn geweest van een tombe (cairn).
- Cnoc Dubh (Callanish VII), een relatief recente ruïne van een huis, waarvan sommigen denken dat het een prehistorische plaats is.
- Cleitir (Callanish VIII) wordt gevormd door vier staande stenen.
- Druim nam Bidearan (Callanish IX) bestaat uit twee staande stenen, die omver gevallen zijn.
- Na Dromannan (Callanish X) bestaat uit elf grote stenen die wellicht een steencirkel hebben gevormd.
- Airigh na Beinne Bige (Callanish XI) bestaat uit een enkele staande steen.
- Stonefield (Callanish XII) is een steen die in 1923 werd ontdekt.

## Beheer
De Calanais Standing Stones worden beheerd door Historic Scotland. Het bezoekerscentrum wordt beheerd door Urras nan Tursachan (The Standing Stones Trust).